# Ромуалдас Ланкаускас
Ромуа́лдас Ланка́ускас (лит. Romualdas Lankauskas; *3 квітня 1932, Клайпеда, Литва — 4 квітня 2020, Вільнюс, там же) — литовський прозаїк, драматург, живописець.

## З життєпису
Народився 3 квітня 1932 року у Клайпеді.
У 1950-53 роки вивчав російську мову та літературу у Вільнюському університеті. 
У 1952-1953, 1959-1960, 1973 працював у редакціях культурологічних видань, у 1978-1979 — художником-оформлювачем. 
У 1989 році опікувався створенням Литовського ПЕН-центру в Литві, був його першим президентом.
Ромуалдас Ланкаускас помер 4 лютого 2020 року.

## Творчість
У ранній період Ланкаускас писав оповідання для дітей. 
У литовській прозі автор створив модель стислої новели, яка доповнювалася темами міста та інтелігенції з наголосом на етико-психологічну проблематику, що характеризується лаконічністю стилю, симетрією композиції, пропусками, паузами, підтекстами. Подвійний план його кращих оповідань — іронічне заперечення радянських порядків і внутрішня автономія героя.
Інтелігент у Ланкаускаса освічений, має своєрідний стиль життя, противник шаблонного спілкування та духу колективізму. Герої переживають конфлікт між поетичною природою та міськістю й буденністю середовища. 
Тема східних пруссів досліджується в оповіданні «Блукаючий пісок», у трилогії «Зона долі». Новаторський роман «Серед великого поля...» розповідає про литовців, які воюють по різні боки у Другій світовій війні, роман «Тієї холодної зими», новели «Віддзеркалення морського дзеркала» і «Проект» — про духовний світ, пошуки й особисте життя митця. Роман «Прокляте місто» — сатирична алегорія тоталітарної системи, роман «Пілігрим» розкриває становище амбітного митця після відновлення незалежності. Під час радянської окупації деякі романи піддавалися різкій критиці та офіційному засудженню. Писав романи про литовських партизанів.
Бібліографія
- Nepaprastas atsitikimas, для дітей, 1954
- Tolimajame plaukiojime, для дітей, 1954, фільм „Žydrasis horizontas“ 1957, реж. Вітаутас Мікалаускас
- Baisusis plėšikas Aloyzas, для дітей, 1958
- Klajojantis smėlis, новели, 1960
- Kai nutyla trompetas, новели, 1961
- Vidury didelio lauko…, роман, Valstybinė grožinės literatūros leidykla, 1962, Vaga, 1984
- Tiltas į jūrą, роман, 1963
- Trečias šešėlis, новели, 1964
- Nuo ryto iki vakaro, новели, Vaga, 1965 m.
- Klajojantis smėlis; Žiaurūs žaidimai; Balta, juoda ir mėlyna, Vaga, 1967
- Pilka šviesa, новели, Vaga, 1968
- Šiaurės vitražai, новели, Vaga, 1970
- Džiazo vežimas, повість, Vaga, 1971
- Tą šaltą žiemą, роман, Atspindžiai jūros veidrody, повість (однією книгою), 1972
- Šmėkla, apysaka, Vaga, 1974
- Netikėtų išsipildymų valanda, роман, Vaga, 1975
- Akimirka ir amžinybė, новели, Vaga, 1976
- Prisiminimai po vidurnakčio, роман, Vaga, 1977
- Dar viena diena, Vaga, 1982
- Projektas, romanas, Vaga, 1986
- Užkeiktas miestas, роман, Vaga, 1988
- Tokijo cikados: Vienos kelionės prisiminimai, 1989
- Nė vienas nebuvo pagailėtas, роман, Vaga, 1990, UNO, 1991
- Europa, kokia ji? Kelionių knyga, 1994
- Piligrimas, romanas, Spindulys, 1995
- Romantiškas vakaras prie nurimusios jūros, новели, 1996
- Likimo zona, trilogija, 1998
- Tik aidas tarp girių, 1999
- Išvyka prieš sutemas. Padegėjas, роман, Tyto alba, 2002 ISBN 9986-16-242-4
- Būgnininko niekas nesiklauso, новели, 2004
- Liūto išvadavimas. Apysaka apie liūtą Zenoną, Gimtasis žodis, 2005
- Bubu superžvaigždė, сатиричний роман, Vaga, 2007 ISBN 978-5-415-01955-7

Твори Ромуалдаса Ланкаускаса перекладено 10 європейськими мовами, зокрема українською: так, у перекладі Надії Непорожньої оповідання письменника «Великий і малий» ввійшло до антології «Литовське радянське оповідання» (К.: «Дніпро», 1981. — С. 202-205; серія «Радянські оповідання»).
Також Ланкаускас перекладав з англійської: твори Е. Хемінгуея та Р. Бредбері, опублікував відповідні видання; малював (починаючи з 1961 року) пейзажі, абстрактні композиції, організував десятки виставок у Литві та за кордоном, ілюстрував свої книги.